# Longxing Baguazhang
Nel 1936 Huang Bonian (黄柏年) scrive il libro Longxing Baguazhang (龙形八卦掌) dove descrive il Simen Longxing Baguazhang (四门龙形八卦掌) affermando che esso è il Baguazhang originario di Dong Haichuan. Quello descritto in questo libro non ha nulla a che vedere con il sistema descritto nel libro di Fu Yonghui, Fushi Longxing Baguazhang (Longxing Baguazhang dello stile Fu, riferendosi allo stile creato da Fu Zhensong). In quest'ultimo libro viene spiegata la teoria, le tecniche fondamentali, la forma Yin Baguazhang 阴八卦掌, la forma Yang Baguazhang 阳八卦掌, la forma Longxing Baguazhang 龙形八卦掌, l'esercizio in coppia Longxing Bagua Tuishou 龙形八卦推手, ecc. 
In alcuni testi invece di Longxing Baguazhang si trova riferito alla forma tramandata da Fu Zhensong con Bagua Longxingzhang (八卦龙形掌).
Longxing Baguazhang è il Taolu del più alto livello nel sistema della famiglia Fu; esso contiene le tecniche più avanzate del Baguazhang, la camminata in cerchio ed in linea retta. Quando è praticata bene, colui che la esegue può essere paragonato ad un drago che attacca in tutte le direzioni. Segue il principio Simian bafang 四面八方. Utilizza molti tipi di colpi ed in molte parti della forma, si devono eseguire quattro rotazioni complete in una direzione ed immediatamente dopo quattro rotazioni nella direzione opposta. Essa si compone di 50 figure.